# Al-Musabbihi
Muhammad ibn Abi l-Qasim Ubaidallah ibn Ahmad ibn Ismail ibn Abd al-Aziz al-Musabbihi al-Katib (arabisch محمد بن أبي القاسم عبيد الله بن أحمد بن إسماعيل بن عبد العزيز المصابحي, DMG Muḥammad b. Abī l-Qāsim ʿUbaid Allāh b. Aḥmad b. Ismāʿīl b. ʿAbd al-ʿAzīz al-Muṣābiḥī; * 4. März 977 in al-Fustat; † April/Mai 1029 ebenda), verkürzt al-Musabbihi genannt, war ein arabischer Beamter und Chronist in Ägypten auf dem Höhepunkt der fatimidischen Ära unter Kalif al-Hakim.
Die Vorfahren von al-Musabbihi stammten aus Harran in Nordmesopotamien (al-Ǧazīra), er selbst aber wurde schon in Ägypten geboren. Er war offenbar ein Sunnit, trat im Jahr 1007/08 dennoch in den Dienst des schiitisch-ismailitischen Kalifen al-Hakim, zunächst wohl als Soldat, da er als Offizier (amīr) genannt wird und zeit seines Lebens militärische Tracht getragen habe. Zeitweilig verwaltete er die oberägyptischen Gaue al-Qais (Kynopolis) und al-Bahnasa (Oxyrhynchos), bis er schließlich das Amt (dīwān) für die Soldauszahlungen bekleidete. Wohl als einer der wenigen Personen scheint al-Musabbihi das lebenslange Vertrauen des notorisch misstrauischen Kalifen genossen und dessen Wertschätzung erlangt zu haben, wovon seine Ehrentitulatur „der Erwählte, Ruhm des Reiches“ (arabisch المختار عز الملك, DMG al-Muḫtār ʿIzz al-Mulk) zeugt. Als er 1029 starb, wurde für ihn das Totengebet in der sunnitischen Amr-Moschee von al-Fustat gesprochen.

## Werk
Obwohl ein akademischer Laie, war al-Musabbihi wohl einer der produktivsten Autoren der ägyptischen Geschichte. Nicht weniger als dreißig, zumeist mehrbändige, Werke hat er auf geschätzt 40.000 Seiten niedergeschrieben. Alles, wofür er sich interessierte, schrieb er auf, egal ob es sich um Staatskunst, Mathematik, Astronomie, Poesie, fremde Religionen, Anekdoten, Gebete, Traumdeutungen, Dämonen (Ǧinn), oder die rechte Zeit für den Weingenuss in geselliger Runde handelte. Für sein „Buch über Fleisch und Soßen“ wendete er zweitausend beschriebe Seiten auf. In dem „Buch über das Ertränken und Erwürgen“ widmete er sich auf vierhundert Seiten den Biographien von Personen, welche auf diese Art zu Tode kamen. In vier Bänden auf zweitausendzweihundert Seiten resümierte er „Über die verschiedenen Arten des Koitus“, eine Art arabisches Kamasutra.
Sein bedeutendstes Werk aber waren zweifelsohne seine in mehreren Bänden zusammengefassten „Berichte über Ägypten“ (Aḫbār Miṣr), die mit über 13.000 Seiten ein monumentales Ausmaß erreichten und zu den wichtigsten zeitgenössischen Chroniken über die Ära der Fatimiden und des Kalifen al-Hakim zählten.
Das gesamte Œuvre al-Musabbihis ist in den Jahrhunderten verloren gegangen, seine Existenz ist nur durch Abschriften anderer Autoren wie Ibn Muyassar (gest. 1278) und al-Maqrizi (gest. 1442) bekannt. Ibn Challikan (gest. 1282) scheint den Großteil davon noch gekannt zu haben, da er eine Auflistung der bekanntesten Werke vornahm. Von den „Berichten über Ägypten“ ist lediglich ein Fragment aus 74 Folio in der Bibliothek des Escorial in Spanien erhalten geblieben, die gerade noch die Jahre 1023 bis 1025 umfassen. Diesem Fragment ist zu entnehmen, dass al-Musabbihi wohl Eintragungen für jeden Tag des Jahres vornahm. Es wurde in zwei Bänden von Ayman F. Sayyid und Thierry Bianquis editiert.

## Edition
- Ayman F. Sayyid und Thierry Bianquis: al-Juzʾ al-arbaʿūn min akhbār miṣr, 2 Bände. Cairo 1978–1984.

## Quelle
- Ibn Challikan: „Das Ableben bedeutender Persönlichkeiten und die Nachrichten über die Söhne der Zeit“ (Wafayāt al-aʿyān wa-anbāʾ abnāʾ az-zamān), hrsg. von William Mac Guckin de Slane: Ibn Khallikan’s biographical dictionary, Band 3, 1868, S. 87–90.

## Anmerkung
1. ↑  Ungeachtet dessen rechnet Daftary ihn der ismailitischen Schia zu.

| Personendaten    | Personendaten |
| ---------------- | --- |
| NAME             | Musabbihi, al- |
| ALTERNATIVNAMEN  | al-Muchtar Izz al-Mulk Muhammad ibn Abi l-Qasim Ubaidallah ibn Ahmad ibn Ismail ibn Abd al-Aziz al-Musabbihi al-Katib |
| KURZBESCHREIBUNG | Person des fatimidischen Ägyptens, Chronist                                                                           |
| GEBURTSDATUM     | 4. März 977 |
| GEBURTSORT       | al-Fustat |
| STERBEDATUM      | April 1029 oder Mai 1029                                                                                              |
| STERBEORT        | al-Fustat |